# میوا یاسودا
میوا یاسودا (انگلیسی: Miwa Yasuda؛ زادهٔ ۶ دسامبر ۱۹۷۷) صداپیشه اهل ژاپن است.